# Sacramentário de Drogo

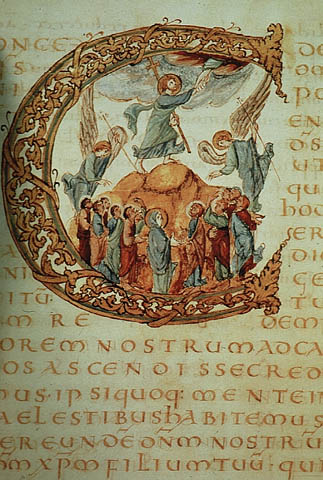
Folha 71v do Sacramentário de Drogo, ca. 850: um C inicial decorado contém a Ascensão de Cristo.

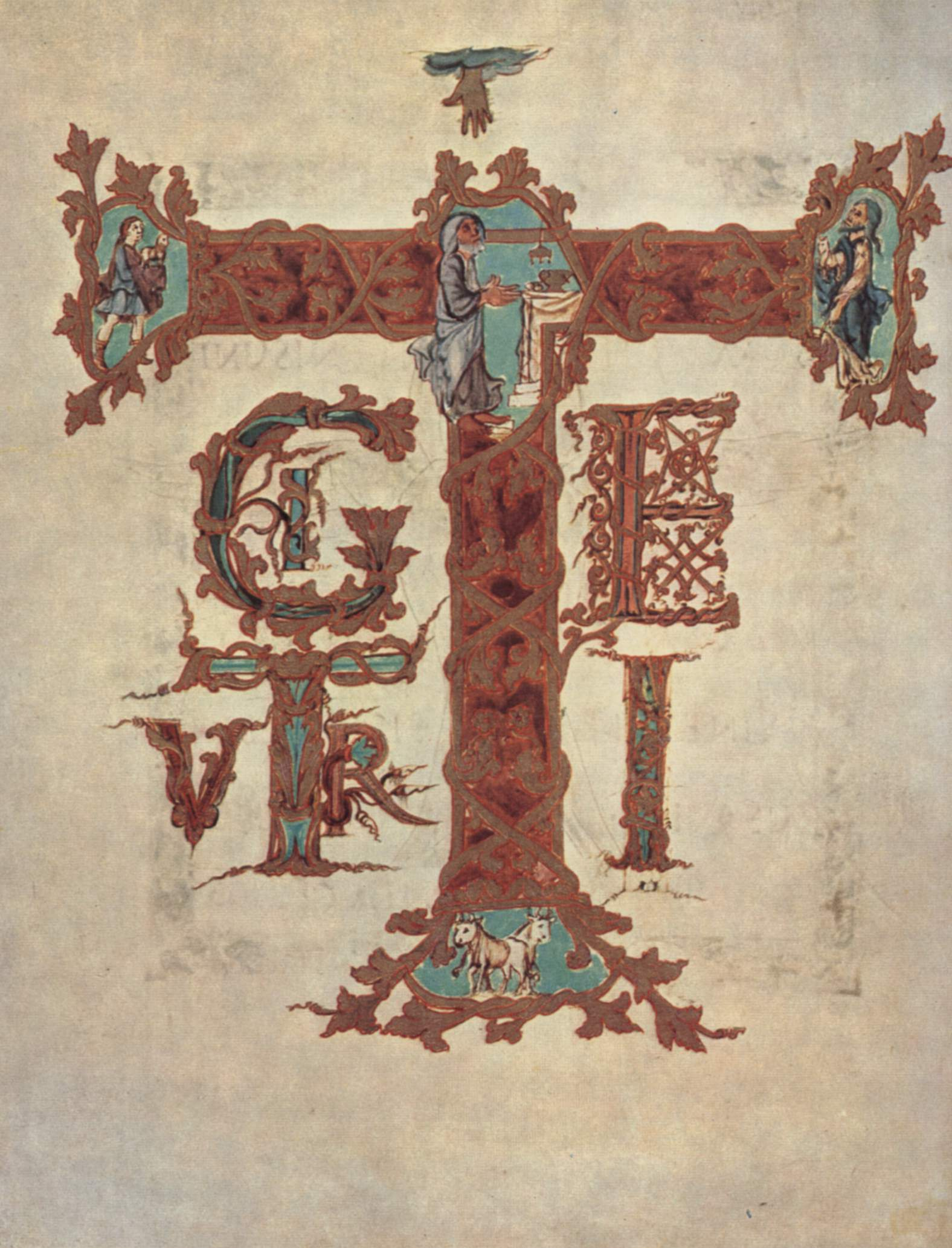
T inicial decorado do sacramentário pessoal de Drogo.

O Sacramentário de Drogo é um manuscrito iluminado carolíngio em velino, de aproximadamente 850 d.C., um dos monumentos de Iluminação carolíngia do livro.
É um sacramentário, um livro contendo todas as orações ditas pelo sacerdote oficiante durante o ano. No Sacramentário, Cristo é representado como a figura central, segurando o cajado de Jacó quando ele aceita a Mão de Deus e começa sua ascensão nas nuvens, de onde a Mão de Deus aparece.
O sacramentário foi escrito e pintado para uso pessoal do filho de Carlos Magno , Drogo, o Bispo de Metz. Metz foi um bispado importante: Carlos, o Calvo foi coroado na Basílica, e Luís, o Piedoso e seu meio-irmão ilegítimo Drogo, o Bispo, estão enterrados lá. Em 843 Metz tornou-se a capital do Reino da Lotaríngia, e várias dietas e concílios foram realizados lá.